# Facultad de Arquitectura (UNAL Medellín)
La Facultad de Arquitectura es una institución dedicada fundamentalmente a la enseñanza de las artes y la construcción. Pertenece a la Universidad Nacional de Colombia y junto con otras cuatro, que son: facultad de Ciencias, Ciencias agropecuarias, Ciencias humanas y económicas, y de minas, constituye la Sede Medellín de dicha Universidad.

## Historia
La historia de la facultad de arquitectura inicia cuando la Facultad de Minas abre la carrera de Arquitectura y Pedro Nel Gómez lidera la labor de formar una Facultad de Arquitectura. El 13 de diciembre de 1946 el Consejo Directivo de la Universidad Nacional creó la facultad, aprobó el Plan de Estudios para el primer año y autorizó su funcionamiento a partir de 1947. Gómez fue el primer decano de la Facultad.
A partir de ese momento se va aprobando el plan de estudios correspondiente a cada nuevo nivel, y es así como en 1950 se aprueba un plan completo de estudios de cinco años, incluyendo la tesis de grado. En 1953 se adopta el plan de estudios unificado, propuesto y aprobado por la Conferencia de Decanos de Facultades de Arquitectura de Colombia. En 1954, el Consejo Directivo de la Universidad Nacional, mediante el Acuerdo No. 31, crea la Facultad de Arquitectura de Medellín, con el plan de estudios aprobado por la Conferencia de Decanos de Arquitectura de Colombia, a partir del 1 de abril de 1954. Inicia entonces, desde esa fecha, una vida académica independiente de la Facultad de Minas.
Entre 1966-1967 es formulado el programa curricular de Construcción por el arquitecto Darío González de Greiff, quien con un destacado grupo de profesores de la Facultad plantean un programa de 10 semestres. En 1971 se aprobó la carrera de Artes Plásticas.

## Escuelas y programas

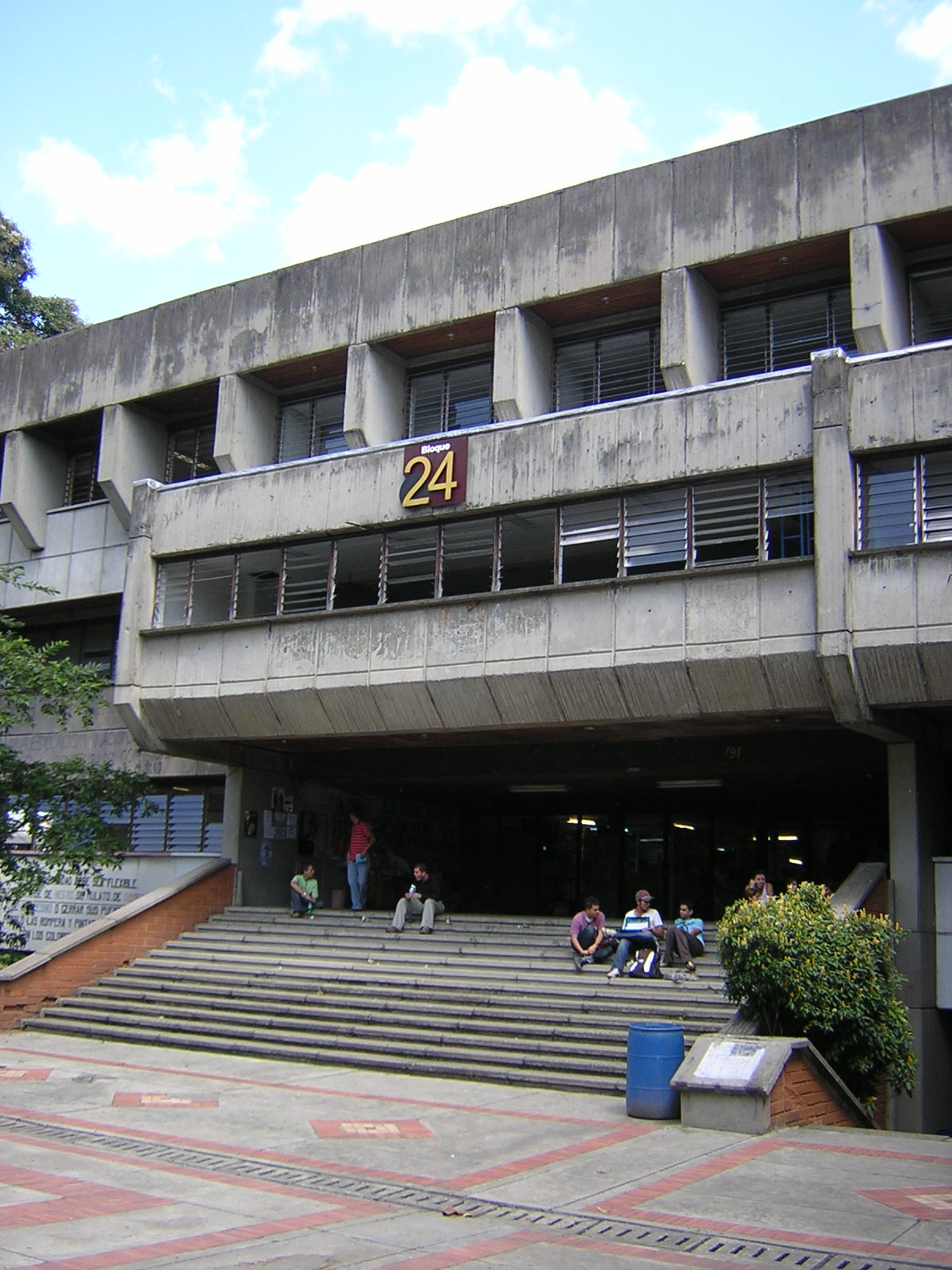
Bloque 24, Campus Central, Universidad Nacional de Colombia sede Medellín..

Para la administración de la docencia, el fomento de la investigación y el desarrollo de programas de extensión a la comunidad universitaria, la Universidad Nacional de Colombia ha organizado las Áreas del Conocimiento en Escuelas o Departamentos como es el caso de otras facultades. 
La Facultad de Arquitectura cuenta con seis escuelas las cueles ofrecen tres programas de pregrado en modalidad profesional y seis programas de posgrado en las modalidades de especialización y maestría.
- Escuela de Arquitectura
- Escuela de Construcción
- Escuela de Artes
- Escuela de Hábitat
- Escuela de Medios de Representación
- Escuela de Planeación Urbano Regional

## Dirección
La dirección de la Facultad le corresponde al Consejo Directivo y al Decano. Colaboradores inmediatos del Decano son el Vicedecano, el Secretario y el Asistente Administrativo. A nivel de sede de la Universidad Nacional en Medellín, la administración está presidida por el Vicerrector y el Consejo de Decanos. 
A escala nacional, las más altas autoridades son el Rector, el Consejo Superior Universitario y el Consejo Académico, constituido este último por los decanos de las cuatro sedes de la Universidad, que son las de Bogotá, Medellín, Manizales y Palmira y los de las tres sedes de presencia nacional que son las de Amazonía, Orinoquía y Caribe.